# تشاي قشلاقي سياب (أنجيرلو)
تشاي قشلاقي سیاب (بالفارسية: چای قشلاقی سیاب) هي منطقة سكنية تقع في إيران في قسم أنجیرلو الريفي.